# Hualfín
Hualfín è una città argentina del dipartimento di Belén, nella provincia di Catamarca.